# 千歳町停留場 (北海道)
千歳町停留場（ちとせちょうていりゅうじょう）は、北海道函館市千歳町27番地先、新川町23番地先にある函館市企業局交通部（函館市電）湯の川線の停留場である。駅番号はDY14。
当項目では函館水電株式会社（後に帝国電力株式会社に社名変更）時代にあった新川車庫についても述べる。

## 歴史
- 1913年（大正2年）6月29日 - 東川橋停留場として開業[2]。
- 1919年（大正8年）11月25日 - 新川橋停留場と改称[2]。
- 時期不明 - 千歳町停留場と改称[2]。
- 1947年（昭和22年）4月23日 - 警察署前停留場と改称[2]。
- 1973年（昭和48年）7月1日 - 千歳町停留場と再改称[2]。
- 2007年（平成19年）3月 - 復線ホームの短縮工事実施。

## 構造
2面2線の相対式ホーム。 2007年（平成19年）3月に電車3両より1両へ復線ホームの短縮工事が行われた。

## 新川車庫
函館水電による1913年（大正2年）6月29日の東雲町（後の労働会館前） - 湯川間の電化に先立ち、当時の東川橋停留所から引き込み線が設けられ、馬車鉄道時代の車庫に代わる施設として「新川車庫」が開設された。車庫の建物は旧函館区公会堂を手がけた北海道屈指の工事請負人村木甚三郎の手による。1926年（大正15年）1月20日、新川車庫火災により電車59両のうち31両（30両とも）と共に焼失したものの、再建された。出火発見時刻は22時32分。車庫一棟の他ペンキ工場一棟が焼失。原因は50形48号（ボギー車）のトロリーポールの取り外し忘れによる漏電が最有力。重傷者は1名。焼け残った台車などの部品と自社で新造した100形と同型の車体を組み合わせた車両を製作し既存の100形へ編入したほか、当時唯一の大型ボギー車であった50形の車体を梅鉢鉄工所と自社工場で各1両再生した。また、車庫火災後に東京市電気局より急きょ導入したものの、車体の老朽化が著しかった200形（初代）の車体を前述の100形と同型の車体に載せ替える車体更新を行い、こちらも100形へ編入した。1934年3月21日、函館大火により再度焼失。車庫と工場の機能は函館大火後は駒場車庫及び柏木車庫に分散する形となり、再建されなかった。現在、新川車庫の跡地には函館水電（→帝国電力）の後身である北海道電力の函館支店が建っている。

## 函館水電の施設
- 本停留所周辺には「水電電車事務所」などがあったが、こちらも昭和9年の函館大火により焼失。
  - 大火後は仮の事務所が東雲変電所の隣や新川町内に一時的に設けられたものの、1936年4月6日には新設された柏木車庫に新たな事務所が設けられたこともあり、新川車庫の施設と同様に再建されることはなかった[8]。
  - なお、柏木車庫に置かれた事務所の建物は1943年（昭和18年）11月1日の函館市役所交通局発足に合わせて交通局の本庁舎となり、1974年（昭和49年）4月19日の柏木町庁舎・車庫閉鎖時まで使用された。

## 周辺
- 北海道道83号函館南茅部線
- 函館地方裁判所
- 函館地方検察庁
- 函館地方法務局
- 函館地方合同庁舎
- 函館公共職業安定所（ハローワーク函館）
- 函館パークホテル
  - セイコーマート函館新川店を併設し、市電・バス乗車券の委託販売店も兼ねている[9]
- スーパーアークス 大縄店
- 北海道電力函館支店
- 函館バス「千歳町」停留所[10]

## 隣の停留場
函館市企業局交通部
湯の川線
昭和橋停留場 (DY13) - 千歳町停留場 (DY14) - 新川町停留場 (DY15)